# الفرقة 91 (إسرائيل)

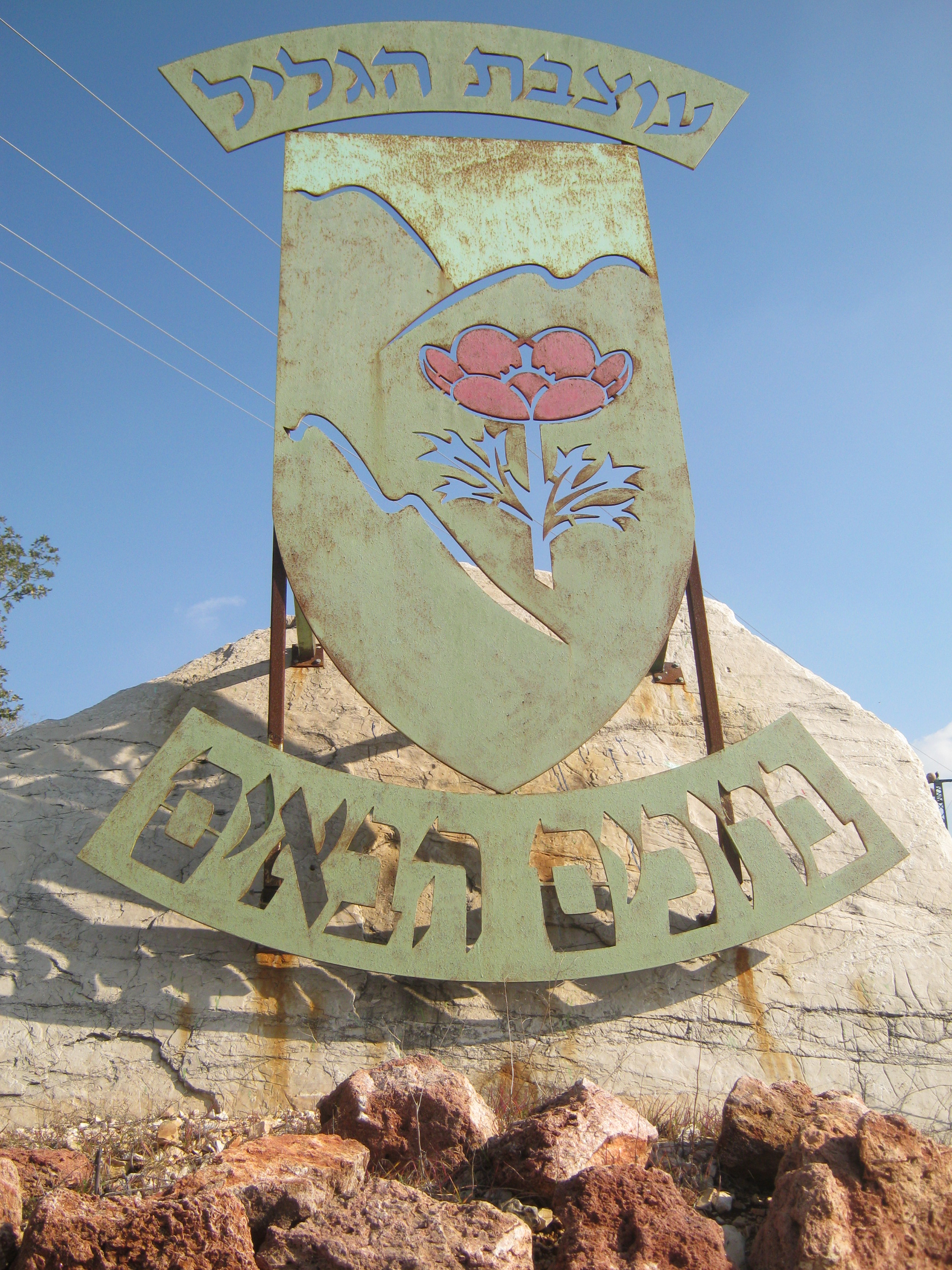
شعار الفرقة 91 عند مدخل بيرانيت.

الفرقة 91، والمعروفة أيضًا باسم فرقة الجليل ((بالعبرية: עֻצְבַּת הַגָּלִיל) هي فرقة إقليمية تابعة للقيادة الشمالية للجيش الإسرائيلي، المسؤولة عن الجبهة مع لبنان، من روش هنكرا إلى جبل الشيخ.
يقع مقرها الرئيسي في بيرانيت بإسرائيل إلى جانب قاعدة تحقيقات للشرطة العسكرية.

## الوحدات
- الفرقة 91 «الجليل»
  - اللواء 300 مشاة «بارام»
  - اللواء 769 مشاة «حيرام»
  - اللواء الثالث مشاة "ألكسندروني" (احتياطي)
  - اللواء الثامن المدرع (احتياطي)
  - الفوج 7338 مدفعية (احتياطي)
  - كتيبة إشارة الفرقة
  - الكتيبة 869 «شحاف/ النورس» للاستخبارات الميدانية